# Водно-болотні угіддя Енрикільйо
Водно-болотні угіддя Енрикільйо (ідентифікатор WWF: NT0903) — неотропічний екорегіон затоплюваних луків і саван, розташований на Гаїті.

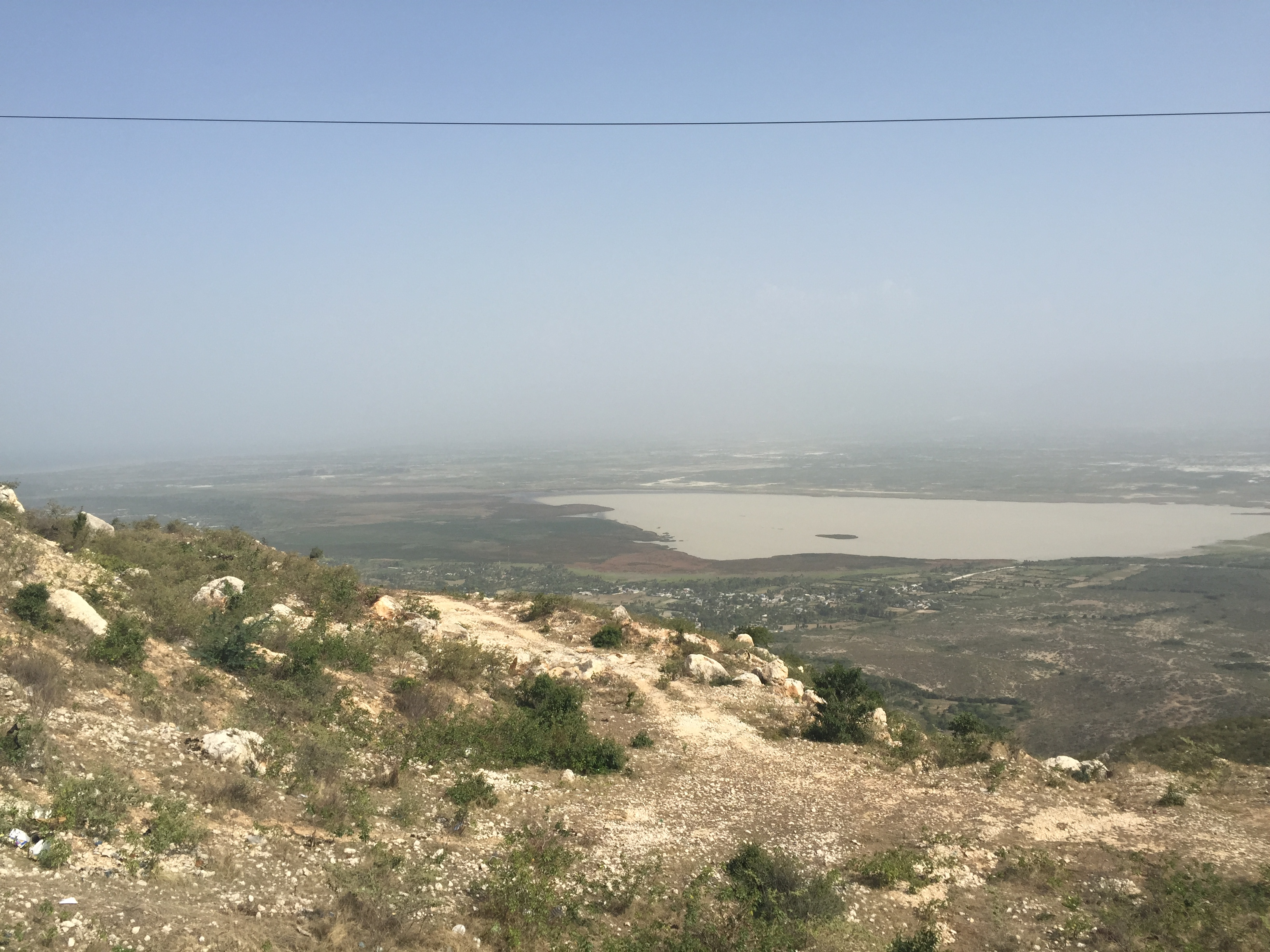
Ландшафт в околицях озера Тру-Кайман

## Географія
Екорегіон водно-болотних угідь Енрикільйо розташований в западині Кюль-де-Сак або Ойя-дель-Лаго-Енрикільо, яка лежить між гірськими хребтами Сьєрра-де-Неїба та Сьєрра-де-Баоруко на півдні острова Гаїті, на кордоні між Республікою Гаїті та Домініканською Республікою. Найнижчу частину цієї западини займає безстічне гіперсолоне озеро Енрикільйо — найбільше озеро Карибського регіону. Його довжина становить 35 км, ширина 12 км, а максимальна глибина 24 м. Поверхня озера знаходиться на висоті 44 м нижче рівня моря. На озері є три острови: Барбаріта, Ісліта та Кабрітос. Останній є найбільшим: його довжина становить 12 км, а ширина в середньому 2 км.
Температура води в озері коливається від 23,9 до 29 °C, а сама вода вдвічі солоніша, ніж у морі, і містить сірку. Навколишні скелі являють собою коралові вапняки, що містять залишки мушель молюсків, оскільки в минулому западина Кюль-де-Сак являла собою морську протоку, що розділяла Гаїті на два палеоострови. Ця долина має тектонічне походження: вона утворилася близько 1 мільйона років тому уздовж зони розломів Енрикільйо, що проходить на межі між Північноамериканською та Карибською плитами.
Окрім Енрикільйо у долині Кюль-де-Сак розташовані ще кілька озер, які мають подібне походження. У домініканській частині екорегіону розташоване озеро Лагуна-Рінкон площею 47 км², найбільше прісноводне озеро країни, а в гаїтянській — солонувате озеро Соматр. Озеро Соматр є найбільшим озером Гаїті і має площу приблизно 120 км². Воно розташоване за 10 км на захід від Енрикільйо і відділене від нього антикліналлю Хімані. Західніше від Соматра розташоване невелике озеро Тру-Кайман площею близько 15 км². Окрім озер, розташованих в долині Кюль-де-Сак, екорегіон також охоплює озеро Лагуна-Секучо, розташоване в центрі острова Саона, який лежить поблизу південно-східного узбережжя Еспаньйоли.

## Клімат
У долині Кюль-де-Сак переважає напівпустельний клімат (BSh за класифікацією кліматів Кеппена). Ця місцевість є однією з найбільш посушливих частин острова Гаїті: за рік тут випадає 400-500 мм опадів. Озеро Енрикільйо живиться підземними та поверхневими потоками, але його об'єм значно збільшується лише завдяки ураганам, циклонам та тропічним штормам, які регулярно трапляються на Гаїті. 

## Флора
Узбережжя озера Енрикільйо та менших озер вкриті склерофітними субтропічними лісами та колючими чагарниками. У лісах переважають невисокі дерева, зокрема мескітові дерева (Prosopis juliflora), великоколючкові акації (Vachellia macracantha), залізні гуаякові дерева (Guaiacum officinale), гумбо-лімбо (Bursera simaruba) і бразильські філлостилони (Phyllostylon brasiliensis), та колючі чагарники. Серед поширених в екорегіоні кактусів слід відзначити карибську циліндроопунцію (Cylindropuntia caribaea), багатокутий волохатий кактус (Pilosocereus polygonus), мелокактус Лемера (Melocactus lemairei), перлисту консолею (Consolea moniliformis) та техаську маммілярію (Mammillaria prolifera), а серед пальм — коперніцію Бертеро (Copernicia berteroana) та виноградну псевдофінікову пальму (Pseudophoenix vinifera). У більш вологих районах переважають калабові калофіллуми (Calophyllum calaba), рожеві клузії (Clusia rosea), червоні мангрові дерева (Rhizophora mangle) та прямі конусоплідні мангрові дерева (Conocarpus erectus).
За результатами дослідження флори острова Кабрітос на острові було виявлено 105 видів рослин, передусім трав'янистих рослин (87 видів), а також низку дерев, кактусів, кущів та повзучих рослин. Було відзначено низьке різноманіття пальм та епіфітів. Понад 10 % видів рослин, поширених на острові, є ендеміками острова Гаїті або екорегіону водно-болотних угідь Енрикільйо. Флора екорегіону представляє великий біологічний інтерес через велике різноманіття склерофітних видів.

## Фауна
Велику біологічну цінність також має наземна та водна фауна екорегіону. У більш вологих районах зустрічаються амфібії, зокрема південні чубаті ропухи (Peltophryne guentheri) та інтродуковані ропухи-ага (Rhinella marina), а у посушливіших районах — різноманітні плазуни, зокрема гаїтянські пустельні гекони (Aristelliger expectatus), бліді кремезні аноліси (Anolis saxatilis), звичайні амейви (Pholidoscelis chrysolaemus), карликові синьохвості амейви (Pholidoscelis lineolatus), ігуани-носороги (Cyclura cornuta) та тупоголові полози Кейтсбі (Uromacer catesbyi). Гаїтянські полози (Haitiophis anomalus), найбільші змії острова та всього Карибського регіону, а також скельні ігуани Рікорда (Cyclura ricordii) є майже ендемічними представниками екорегіону. У водоймах екорегіону зустрічаються гострорилі крокодили (Crocodylus acutus) та майже ендемічні гаїтянські прикрашені черепахи (Trachemys decorata). В озері Енрикільйо мешкає одна з найбільших популяцій гострорилих крокодилів у світі, яка нараховує приблизно 400 особин.
Серед 35 видів наземних птахів, поширених на узбережжях екорегіону, слід відзначити широкодзьобого тоді (Todus subulatus), американського сича (Athene cunicularia), пальмову ворону (Corvus palmarum) та білогорлого колібрі-бджолу (Mellisuga minima). В екорегіоні також зустрічається 62 види водоплавних та коловодних птахів, серед яких є багато перелітних видів. До птахів, поширених на узбережжях Енрикільйо, слід відзначити червоного фламінго (Phoenicopterus ruber), рожевого косаря (Platalea ajaja), зелену чаплю (Butorides virescens), блакитну чепуру (Egretta caerulea), трибарвну чепуру (Egretta tricolor) та білощокого шилохвоста (Anas bahamensis).
Більшість ссавців, поширених в околицях озера Енрикільйо, — це рукокрилі, зокрема великі зайцегуби (Noctilio leporinus) та мексиканські молосики (Tadarida brasiliensis). Слід також відзначити присутність американських ламантинів (Trichechus manatus) в озері Соматр.

## Збереження
Оцінка 2017 року показала, що 397 км², або 63 % екорегіону, є заповідними територіями. Природоохоронні території включають: Національний парк озера Енрикільйо та острова Кабрітос та Національний парк Ла-Гран-Сабана в Домініканській Республці.